# Jasper Köneken
Jasper Köneken, auch Kønechen, Kiim, (Jesper Baltzersen), (* 9. August 1629 in Kopenhagen; † 26. September 1715 in Lübeck) war ein dänischer Theologe und Buchauktionator.

## Leben und Wirken
Jasper Köneken war ein Sohn von Baltzer Kønechen, der 1645 starb. Zum Zeitpunkt des Todes hatte er eine siebenköpfige Familie, die in großer Armut lebte. Der Bischof Jesper Rasmussen Brochmand kümmerte sich um Jasper Köneke und ermöglichte ihm den Besuch einer Schule und ab 1647 ein Theologiestudium. Köneken erwarb umfangreiche Bibelkenntnisse und studierte die Werke von Kirchenvätern gründlich. Er selbst schrieb Gedichte in dänischer und lateinischer Sprache.
Köneken legte das theologische Examen ab und arbeitete danach als Hauslehrer bei renommierten Kopenhagener Familien. Der Separatist Niels Svendsen Chronich (1608–1662) beeinflusste ihn ebenso wie deutsche mystisch-theosophische Werke, die in der Tradition Valentin Weigels standen. Daraufhin wandte er sich von der lutherischen Orthodoxie ab und ging gegen jeglichen Kriegsdienst und die Übernahme weltlicher Macht durch Christen in Wort und Schrift vor. Als die Schweden 1658/59 Kopenhagen belagerten, rief er die Dänen auf, die Stadt nicht mit Waffen zu verteidigen.
Köneken erhielt in Kopenhagen ein Predigtverbot. Daraufhin besuchte er Gottesdienste anderer Pastoren, störte deren Predigten und sprach stattdessen selbst. 1663 geriet er in Haft. König Friedrich III. gab Befehl, ihn dem Konsistorium der Universität vorzustellen, das länger diskutierte. Köneke hielt hartnäckig an seiner Meinung fest und wurde daher lebenslang von der Universität ausgeschlossen. Der König befahl seine Freilassung, verbunden mit der Auflage, Dänemark zu verlassen.
Ab Dezember 1663 lebte Köneken in Schonen und zog 1664 nach Amsterdam. Hier arbeitete er auch als Lehrer und Korrektor. Er veröffentlichte seine religiösen Thesen in mehreren kleinen Schrift und plädierte für ein gemeinsam Bekenntnis aller Christen. Mit seinen Publikationen wollte er Frieden zwischen den Völkern schaffen und die Bedeutung des Neuen Testaments hervorheben. 1677 ging Köneken erneut nach Kopenhagen. Kurze Zeit später geriet er in neue Auseinandersetzungen mit dänischen Pastoren, aufgrund derer er wieder ausreisen musste. Ab diesem Zeitpunkt signierte er in seinen Schriften mit dem Zusatz, dass er für Christus und den Frieden eingetreten und aus diesem Grund aus Dänemark verbannt worden sei. Köneke zog daraufhin nach Lübeck, der norddeutschen Hochburg der Lutherischen Orthodoxie, und arbeitete dort als Buchauktionator.
Im Januar 1679 heiratete Köneken in Lübeck in vermutlich erster Ehe Elsabe Brunsten. In vermutlich zweiter Ehe heiratete er Lucia Pasche (getauft am 9. Januar 1657 in Lübeck; † nach dem 8. Oktober 1715), deren Vater Jost Pasche ein Kaufmann war. Köneken hatte zwei Kinder, die in jungen Jahren verstarben.
An seinem neuen Wohnort nahm Köneke nicht am Abendmahl teil und weigerte sich vor dem Rat, diesen als von Gott gesetzte Obrigkeit zu akzeptieren. Dies führte schnell zu Konflikten mit der Zunft der Buchhändler und Buchbinder, dem Geistlichen Ministerium und dem Rat der Stadt. Das Geistliche Ministerium erwirkte 1682 ein Verbot seiner Buchversteigerungen, da er diese zur Bewerbung unorthodoxer Theorien verwendet haben solle. Der Theologe überlegte danach offenbar, nach Germantown in Pennsylvania zu emigrieren, wo seit 1683 deutsche Mennoniten lebten, für die er sich sehr interessierte. Zum New Yorker Pastor Justus Falckner sagte er 1699, dass er gerne nach Pennsylvanien ziehen würde, was sich aufgrund seines Alters jedoch problematisch gestalten würde.
Über seine Ehefrau Lucia Pasche, die die Pietistin Adelheit Sibylla Schwartz verehrte, übernahm Köneke deren mystische und chiliastischen Gedanken, schwärmte aber im Gegensatz zu deren Kreisen grenzenlos für den Weltfrieden. Er erachtete es für Sünde, kriegerische Angriffe abzuwehren. Die von den Türken ausgehende Bedrohung erachtete er als göttliche Bestrafung, die von den Menschen nur selbst abgewendet werden könne, indem sie sich besserten.
In einem pathetischen Schreiben bat Köneke Ludwig XIV., Kriegspläne nicht umzusetzen. Bis 1691 sind seine Konflikte in den Unterlagen des Geistlichen Ministeriums und des Lübecker Rates zu finden. Danach endeten die Auseinandersetzungen anscheinend. Gegebenenfalls legte er aber auch selbst mehr Zurückhaltung an den Tag.

## Persönlichkeit
Köneke galt als vielseitig gebildet. Er beherrschte mehrere alte und neue Sprachen und kannte die Bibel und die Schriften der Kirchenväter umfassend. Aufgrund seiner religiösen Ansichten galt er als schwärmerischer Phantast. Er stellte seine Thesen in Gedichten und kleineren Werken in dänischer, lateinischer, holländischer und deutscher Sprache dar.

## Werke
- Meditationes Pacificæ Jasperi Könekenii Haunia-Dani Latino Belgicæ. Vreedewillende Handeling . . aen de Hoogmoogende Heeren Staeten in den Haagh. Typis datæ Amstel. d. 10–20 April. 1665
- Vooruytgesonden Voorloper voor het koninglijcke Basuyn-Schrift: Als een waere heylsaeme Troost en Raet voor de beminde Hollanders ; Niet voor het Oorlogende Babels-wesen in de Werelt, maer voor de bedroefde Oorlogs-geplaegde, en Christgenoemde Menschen. 1666
- Catalogus Librorum paucor. quidem iterum & Miscellaneorum; Sed tamen & non minimam partem non contemnendorum : una cum Append. nonn. Auctionando vendendorum; Benedicente Dei Gratia Lubecae, d. 31. Octobr. & sq. Anno 1698 In Auditorio Cathariniano per J. Könekenium. Lubecae: Schmalhertzius 1698 (Digitalisat)